# فرانك ديماركو
فرانك ديماركو هو لاعب هوكي الجليد كندي، ولد في 14 ديسمبر 1950 في غريتر سودبوري في كندا.

## وصلات خارجية
- فرانك ديماركو على موقع EliteProspects.com (الإنجليزية)
- فرانك ديماركو على موقع HockeyDB.com (الإنجليزية)